# В кафе екзистенціалістів
В кафе екзистенціалістів: свобода, буття і абрикосові коктейлі (англ. At the Existentialist Café: Freedom, Being, and Apricot Cocktails) — це книга Сари Бейквелл 2016 року, яка охоплює філософію та історію руху екзистенціалізму XX століття. У книзі розповідається про сучасних екзистенціалістів, які утвердилися як самостійна течія до та під час Другої світової війни. Також обговорюються ідеї феноменолога Едмунда Гуссерля та те, як його вчення вплинуло на піднесення екзистенціалізму через Мартіна Гайдеґґера, Жана Поля Сартра, Симону де Бовуар, які є головними героями книги. Бейквелл проводить читачів у інтелектуальну подорож, переплітаючи біографічні оповіді з філософськими дискусіями. Ця робота служить як вступом до філософії екзистенціалізму, так і історичним описом руху, який залишив глибокий слід у думці XX століття. Назва вказує на випадок у якомусь кафе, коли близький друг Сартра і колега-філософ Раймон Арон ошелешив його, вказавши на склянку перед ним і зазначивши: «З цього коктейлю можна зробити філософію».

## Короткий зміст
Бейквелл структурує «В кафе екзистенціалістів», зосереджуючи кожен розділ на конкретному філософі чи періоді екзистенціалістського руху, починаючи з представлення ранніх екзистенціалістів К’єркегора, Ніцше, Достоєвського та Кафки, а потім переходячи до життя та філософії Гайдеґґера, Гуссерля, Сартра, Бовуар, Камю, Карла Ясперса і Мерло-Понті.

## Прийняття
Робота Бейквелл здобула широке визнання за те, що вона зробила складні філософські ідеї доступними для широкого читача, не надто спрощуючи їх. Відповідно до Book Marks, книга отримала «позитивні» рецензії на основі 13 відгуків критиків, з яких 4 були «захопленими», а 9 — «позитивними». Книжку хвалили за її привабливий стиль написання та глибину, поєднання біографії з філософією. Критики відзначають, як Бейквелл оживляє особистості філософів, відкриваючи читачам вікно в їхнє інтелектуальне та особисте життя.

## Ключові персонажі
Бейквелл розповідає про життя та філософію провідних екзистенціалістів:
- Жан-Поль Сартр: книга підкреслює внесок Сартра в екзистенціалізм, зокрема його ідеї про радикальну свободу та особисту відповідальність, виражені в таких роботах, як «Буття і ніщо».
- Симона де Бовуар: знана як авторка роману «Друга стать», де Бовуар досліджувала питання гендеру та екзистенціалістське бачення свободи — ці теми є ключовими. Бейквелл розглядає її внесок у феміністську думку та те, як стосунки з Сартром вплинули на її творчість.
- Альбер Камю: хоча філософію абсурду Камю часто вважають окремою від руху екзистенціалістів, його твори, як-от «Чужий» і «Міф про Сізіфа», є невіддільною частиною оповіді Бейквелл.
- Мартін Гайдеґґер: Бейквелл розглядає складні ідеї Гайдеґґера про буття та його суперечливі політичні прихильності, представляючи детальну картину його впливу на екзистенціалізм.

## Філософські теми
Бейквелл заглиблюється в екзистенціалістичні теми, як-от свобода, автентичність, абсурд і пошук сенсу. У книзі розповідається про те, як мислителі-екзистенціалісти відреагували на кризу сенсу після руйнувань Другої світової війни, виступаючи за особисту свободу у світі, який часто здавався хаотичним і безглуздим.
Тема свободи є центральною для екзистенціалізму, зокрема, як її визначив Сартр — розглядаючи свободу як невіддільну умову людського існування, яка означає глибоку відповідальність. Автентичність, або життя відповідно до справжнього «я» — це ще одна досліджена тема, і Бейквелл ілюструє, як ці філософи намагалися протистояти суспільним нормам і очікуванням.

## Розвиток екзистенціалістської думки
Бейквелл простежує екзистенціалізм від його коріння  у 19 столітті в роботах таких філософів, як Сьорен К’єркегор і Фрідріх Ніцше, які ставили під сумнів загальноприйняті переконання та зосереджувалися на індивідуальному досвіді, свободі та відповідальності. Ці мислителі надихнули наступне покоління екзистенціалістів, які зібралися в 1930-х і 1940-х роках у Парижі, перетворивши філософію на соціальний, політичний і літературний феномен.
Обстановка кафе служить символом екзистенціалістського дискурсу. Паризькі кав'ярні, де мислителі збиралися, щоб обговорити свободу, автентичність і природу буття, стали живильним середовищем для розвитку ідей екзистенціалізму. Бейквелл охоплює суть цієї інтелектуальної спільноти та її яскраві обміни, роблячи екзистенціалізм доступним для сучасних читачів.

## Вплив і спадщина
Авторка «В кафе екзистенціалістів» не лише знайомить читачів з екзистенціалістською думкою, а й показує, як ці ідеї проникли в літературу, психологію, мистецтво та соціальні рухи. Екзистенціалістський наголос на свободі людини та індивідуальному виборі вплинув на післявоєнну літературу, екзистенціальну психотерапію та політичну активність, залишивши спадок, який продовжує формувати сучасну думку.

## Переклад українською
2025 року у видавництві «Комубук» вийшов український переклад книжки. Перекладачка — Віталія Станкевич.

## Зовнішні посилання
- http://www.otherpress.com/books/at-the-existentialist-cafe/
- https://sarahbakewell.com/books-3/at-the-existentialist-cafe-2/